# Columba Macbeth-Green
Columba Macbeth-Green (ur. 30 czerwca 1968 w Forbes) – australijski biskup rzymskokatolicki, paulin, biskup diecezjalny Wilcannia-Forbes od 2014.

## Życiorys
Święcenia kapłańskie otrzymał 22 listopada 1997 w zakonie paulinów. Pracował głównie jako przeor kilku klasztorów paulińskich oraz jako proboszcz zakonnych parafii. Był także m.in. mistrzem nowicjatu, radnym i wikariuszem prowincjalnym oraz kapelanem policji stanów Nowa Południowa Walia i Queensland.
12 kwietnia 2014 papież Franciszek mianował go biskupem diecezjalnym diecezji Wilcannia-Forbes. Święceń biskupich udzielił mu 3 lipca 2014 arcybiskup Paul Gallagher, nuncjusz apostolski w Australii.